# Nahidka, Djankoi
Nahidka (în ucraineană Нахідка) este un sat în comuna Iarke Pole din raionul Djankoi, Republica Autonomă Crimeea, Ucraina.

## Demografie
Componența lingvistică a localității Nahidka
     Rusă (60,05%)
     Tătară crimeeană (25,73%)
     Ucraineană (13,54%)
Conform recensământului din 2001, majoritatea populației localității Nahidka era vorbitoare de rusă (60,05%), existând în minoritate și vorbitori de tătară crimeeană (25,73%) și ucraineană (13,54%).